# George-B.-Dantzig-Preis
Der George B. Dantzig Prize ist ein seit 1982 alle drei Jahre zusammen von der SIAM und der Mathematical Optimization Society (MOS) (der vormaligen Mathematical Programming Society) vergebener Preis in Mathematischer Optimierung. Er ist nach George B. Dantzig benannt.

## Preisträger
- 1982 Michael J. D. Powell, Ralph Tyrrell Rockafellar
- 1985 Ellis L. Johnson, Manfred Padberg
- 1988 Michael Jeremy Todd
- 1991 Martin Grötschel, Arkadi Nemirovski
- 1994 Roger Wets, Claude Lemaréchal
- 1997 Roger Fletcher, Stephen M. Robinson
- 2000 Yurii Nesterov
- 2003 Jong-Shi Pang, Alexander Schrijver
- 2006 Éva Tardos
- 2009 Gérard Cornuéjols
- 2012 Jorge Nocedal, Laurence Wolsey
- 2015 Dimitri Bertsekas
- 2018 Andrzej Ruszczynski, Alexander Shapiro
- 2021 Hédy Attouch, Michel Goemans
- 2024 Stephen J. Wright